# Armadilloniscus mekranensis
Armadilloniscus mekranensis är en kräftdjursart som beskrevs av Syed Muhammad Anwar Kazmi 2004. Armadilloniscus mekranensis ingår i släktet Armadilloniscus och familjen Detonidae. Inga underarter finns listade i Catalogue of Life.